# Aphanistes anaxeus
Aphanistes anaxeus là một loài tò vò trong họ Ichneumonidae.